# John Moyer
John Moyer (født 30. november 1973) er bassist i metalbandet Disturbed som erstatning fra deres første bassist Steve "Fuzz" Kmak. Han har været med til at indspille deres tredje album Ten Thousand Fists og blev derefter bekræftet som fast bassist og været med på pladerne Indestructible (2008) og Asylum (2010) . John har også været bassist for Soak, og Union Underground, og spiller sideløbende med Disturbed i Adrenaline Mob. Han underviser desuden på Natural Ear Music i Austin, Texas, hvor han arbejder med en masse unge bands, der inspirerer ham.